# 앤지 젤터
앤지 젤터(영어: Angie Zelter, 1951년 6월 5일 ~ )는 영국의 평화 운동가로, 트라이던트 플라우쉐어즈의 공동 설립자이다.

## 생애

### 제주 해군기지 반대 시위

2012년 3월 8일, 여성의 날을 맞아 강정마을에서 행진 중인 앤지 젤터 (오른쪽)

2012년 2월 24일, 제주국제평화회의에 참석 한 것을 시작으로, 2월 26일에는 그녀를 포함한 16명의 시민활동가들이 카약을 이용하여 구럼비 해안에서 '글로벌 네트워크 연례 총회' 행사를 가졌으며, 그 결과로 그들은 대한민국 경찰에게 〈폭력행위 등 처벌에 관한 법률〉 위반과 〈경범죄처벌법〉 위반으로 전원 구속되었다가, 이후 석방되었다. 2월 26일에는 그녀와 타 국적인을 포함한 10여 명이 구럼비 해안 철조망을 넘는 과정에서 일부 훼손하였다는 '재물손괴' 혐의로 연행하여 그녀는 연행 직후 석방하였으나, 그 외 일부는 경찰서로 이송되어 조사를 받기도 하였다.
2012년 3월 6일, 구럼비 바위의 첫 발파를 위한 화약류의 사용이 승인되자, 3월 7일 새벽에는, 그녀를 포함한 6명이 카약 3척을 이용하여 구럼비 바위로 진입하기도 하였다. 3월 7일의 첫 발파로부터 3월 8일까지 연속적인 발파가 진행되고, 해상 도크에서 케이슨을 분리하여 외각 방파제가 들어설 자리로 옮겨 중수 작업을 하는 상황 속에서 그녀와 강정마을회를 포함한 50여 명이 제주기지사업단장과의 면담을 요구차 제주기지사업단 정문에서 시위를 벌였으며, 이 과정에서 그녀는 사업단 안으로 진입하여 경찰에 끌려나오기도 하였다.
3월 9일에는 해군기지 서쪽 펜스를 뚫어 그녀를 포함한 30여 명이 진입하였고, 대한민국 경찰은 이들을 연행하여 3월 11일에 펜스를 절단한 3명의 성직자에 대해서는 '재물손괴' 혐의로 구속영장을 신청하였으며, 그 외 26명은 석방하였다. 범도민대책위원회와 인권단체연석회의, 그리고 천주교인권위원회는 인권유린 실태에 대한 기자회견을 통해, 이러한 과정에서 앤지 젤터 씨를 포함한 수 명이 폭행을 당했다고 주장하였다.
3월 14일에 서귀포 경찰서는 앤지 젤터와 벤자맹 모네에게 각각 '특수손괴' 혐의와 '업무방해' 혐의로 구속영장을 신청하였으나, 제주지방법원은 이를 기각하였고, 대한민국 검찰이 이들의 신병을 대한민국 출입국관리소로 넘겨, 대한민국 출입국관리소는 앤지 젤터에게 종전의 명령보다 한 단계 낮은 3월 23일까지의 '자진 출국' 명령을 내렸으며, 벤자맹 모네에게는 종전과 같은 '강제 퇴거' 명령을 내렸다. 이에 대해, 강정마을회는 기자회견에서 앤지 젤터와 벤자맹 모네의 강제 추방은 '외교적 지탄을 받을 행위'라고 강력하게 비판하였다.

## 같이 보기
- 트라이던트 플라우쉐어즈